# 仙岳山

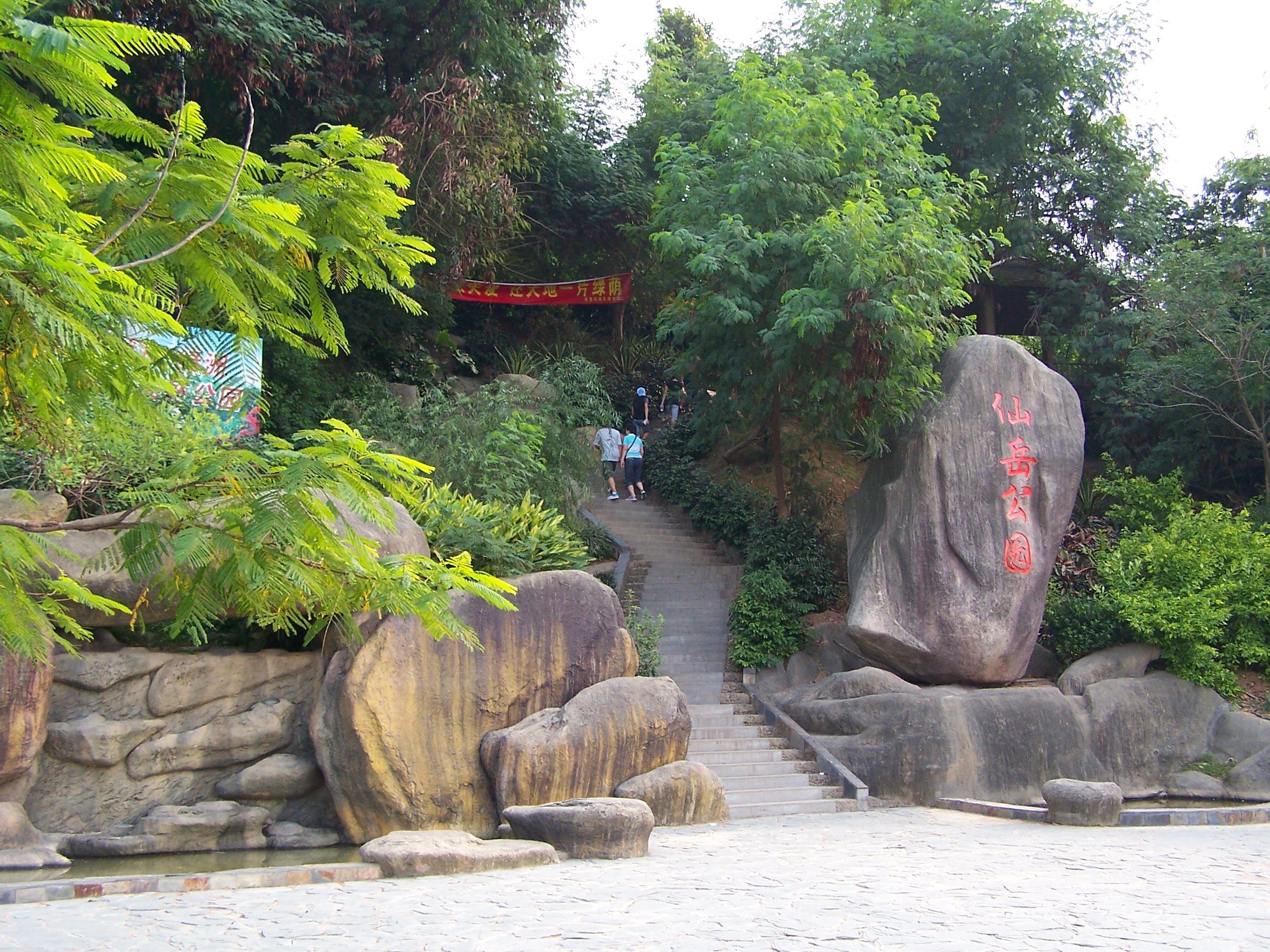
仙岳公園北門

仙岳山，原名屿仙尾山。位於中國福建省廈門市湖里區與思明區之間，海拔212.12米。
其與附近之仙洞山、松柏山等組成仙岳公園。

## 名稱來歷
以仙岳村（現筼筜街道仙岳社区轄內）得名:177:137。